# 207. strelska divizija (ZSSR)
207. strelska divizija (izvirno rusko 207. стрелковая дивизия; kratica 207. SD) je bila strelska divizija Rdeče armade v času druge svetovne vojne.

## Zgodovina
Divizija je bila ustanovljena avgusta 1942 v Ivanovu, bila uničena oktobra 1942 v Stalingradu in bila junija 1943 ponovno ustanovljena s preoblikovanjem 40. strelske brigade. Leta 1946 je bila preimenovana v 32. strelsko divizijo.

## Organizacija
Maj 1945
- 594. strelski polk
- 597. strelski polk
- 598. strelski polk